# Ernst Förstemann

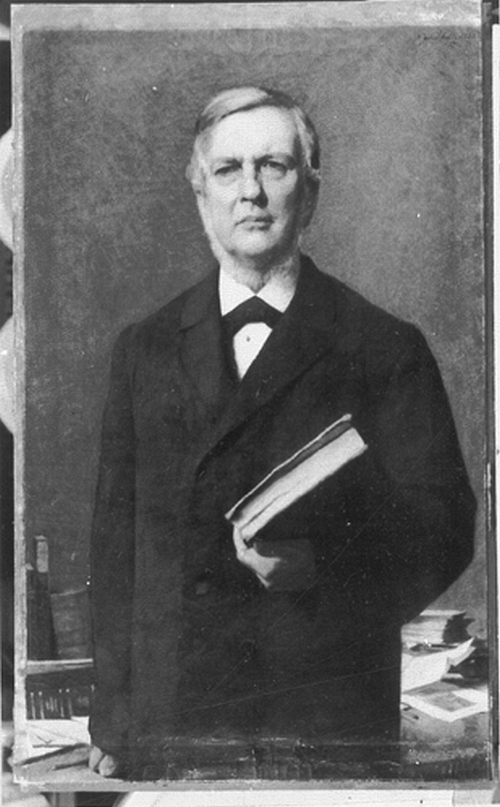
Ernst Förstemann, porträtterad av Julius Scholtz.

Ernst Wilhelm Förstemann, född den 18 september 1822 i Danzig, död den 4 november 1906 i Charlottenburg, var en tysk språkforskare. Han bör betraktas som pionjär inom onomastiken.
Förstemann studerade 1839–1843 i Berlin och Halle germansk och jämförande språkforskning samt utnämndes 1865 till överbibliotekarie i Dresden. Han var 1887–1899 kungens av Sachsen bibliotekarie. Bland hans verk kan nämnas Altdeutsches Namenbuch (1854–1859; band I i ny upplaga, 1900–1901, band II i ny upplaga 1872) och Geschichte des deutschen Sprachstammes (1874–1875, band I, II).